# Amblyanthus
Amblyanthus A.DC.  é um género botânico pertencente à família Myrsinaceae.

## Espécies
Apresenta sete espécies:
- Amblyanthus chenii Zhou, Zhuo et al. [2]
- Amblyanthus anthomeson
- Amblyanthus glandulosus
- Amblyanthus kempterianum (Schltr.) Brieger
- Amblyanthus melanostictus
- Amblyanthus multiflorus Mez
- Amblyanthus polyantha K.Schum. & Lauterb.
- Amblyanthus praetervisus Mez